# مسابقات جهانی ژیمناستیک هنری ۲۰۰۹

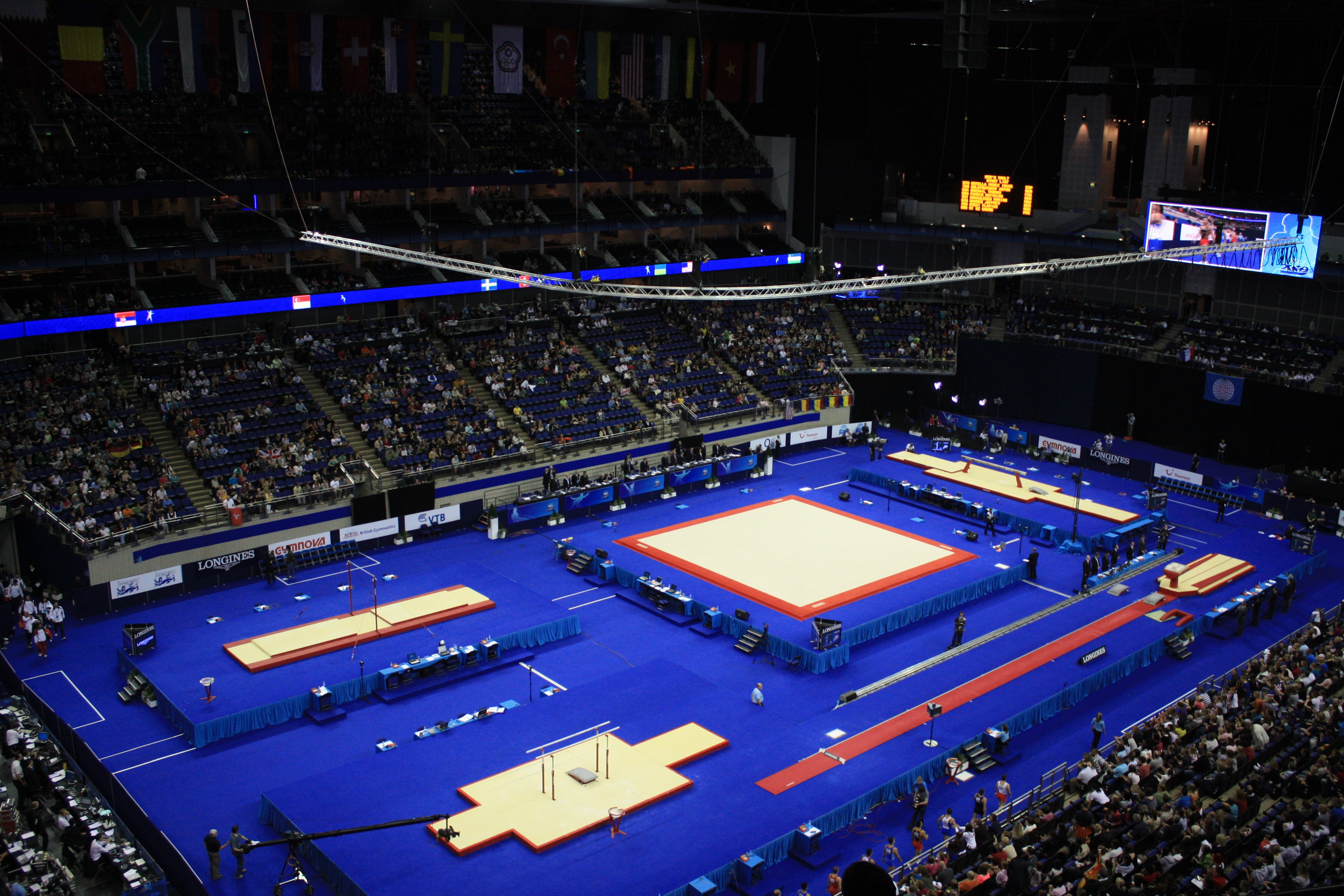
مسابقات جهانی ژیمناستیک هنری ۲۰۰۹ - ورزشگاه او۲ آرنا لندن

مسابقات جهانی ژیمناستیک هنری ۲۰۰۹ چهل و یکمین دوره مسابقات جهانی ژیمناستیک هنری است که در لندن، انگلستان (ورزشگاه او۲ آرنا لندن) از ۱۲ تا ۱۸ اکتبر ۲۰۰۹ میلادی برگزار شده است.

## جدول مدال‌ها
| رتبه  | کشور                | طلا | نقره | برنز | مجموع |
| ۱     | چین                 | ۶   | ۲    | ۱    | ۹     |
| ۲     | ایالات متحده آمریکا | ۲   | ۱    | ۲    | ۵     |
| ۳     | رومانی              | ۲   | ۱    | ۱    | ۴     |
| ۴     | ژاپن                | ۱   | ۱    | ۲    | ۴     |
| ۵     | بریتانیای کبیر      | ۱   | ۱    | ۰    | ۲     |
| ۶     | استرالیا            | ۰   | ۲    | ۱    | ۳     |
| ۷     | بلغارستان           | ۰   | ۱    | ۰    | ۱     |
| ۷     | مجارستان            | ۰   | ۱    | ۰    | ۱     |
| ۷     | هلند                | ۰   | ۱    | ۰    | ۱     |
| ۷     | سوئیس               | ۰   | ۱    | ۰    | ۱     |
| ۱۱    | روسیه               | ۰   | ۰    | ۲    | ۲     |
| ۱۲    | فرانسه              | ۰   | ۰    | ۱    | ۱     |
| ۱۲    | اسرائیل             | ۰   | ۰    | ۱    | ۱     |
| ۱۲    | ایتالیا             | ۰   | ۰    | ۱    | ۱     |
| ۱۲    | اوکراین             | ۰   | ۰    | ۱    | ۱     |
| مجموع | مجموع               | ۱۲  | ۱۲   | ۱۳   | ۳۷    |